# Kiczora (Pasmo Jałowieckie)
Kiczora (905 m) – szczyt Jałowieckiego, które w regionalizacji fizycznogeograficznej Polski według Jerzego Kondrackiego zaliczane jest do Beskidu Makowskiego, w nowszej regionalizacji z 2018 roku do Beskidu Żywiecko-Orawskiego, a w najszerszym ujęciu do Beskidu Żywieckiego. Kiczora znajduje się w tym paśmie pomiędzy przełęczą Przysłop a szczytem Arcygłówka.
Nazwa góry jak wiele innych pochodzi z języka wołoskiego i oznacza zarośniętą lasem górę. Przez jej szczyt biegnie granica między miejscowościami Stryszawa i Zawoja, obydwie w powiecie suskim, w województwie małopolskim.
W północno-zachodnim kierunku do doliny Stryszawki opada z Kiczory boczny grzbiet z wierzchołkiem Mirków Groń (619 m), w południowo-wschodnim do doliny Skawicy opadają dość łagodny grzbiet zakończony wzniesieniami Surmiaków Groń (766 m) i Niedźwiedziarka (719 m). Stoki Kiczory są dość łagodne, z tego też względu dawniej wycięto na nich znaczną część lasów i tereny przeznaczono na pola uprawne, które wraz z zabudowaniami z wszystkich stron wysoko podchodzą pod szczyt Kiczory. Od północno-wschodniej strony jest tutaj należące do Zawoi sołectwo Przysłop, na północnych stokach na dużej polanie znajduje się należące do miejscowości Stryszawa osiedle Mirkówka. Najwyżej, bo aż pod sam wierzchołek Kiczory podchodziły południowo-wschodnimi stokami pola i zabudowania osiedli Zawoi. O tym, że były tutaj pola orne pola świadczą kupy kamieni zbierane z tych pól. Z powodu nieopłacalności ekonomicznej na najwyżej położonych polach zaprzestano już uprawy i stopniowo zarastają lasem. Nadal jednak Kiczora i jej południowe oraz północno-wschodnie, bezleśne stoki są dobrym punktem widokowym. Rozciąga się stąd panorama widokowa obejmująca Beskid Makowski w kierunku przełęczy Przysłop oraz całe Pasmo Policy i Pasmo Babiogórskie.

## Szlak turystyczny
przełęcz Przysłop – Kiczora – Arcygłówka – Solnisko – Kolędówki – Kolędówka – Babiarzówka – Opaczne – Jałowiec – Czerniawa Sucha – Lachów Groń – Koszarawa. Czas przejścia 6 h, ↓ 6:05 h.

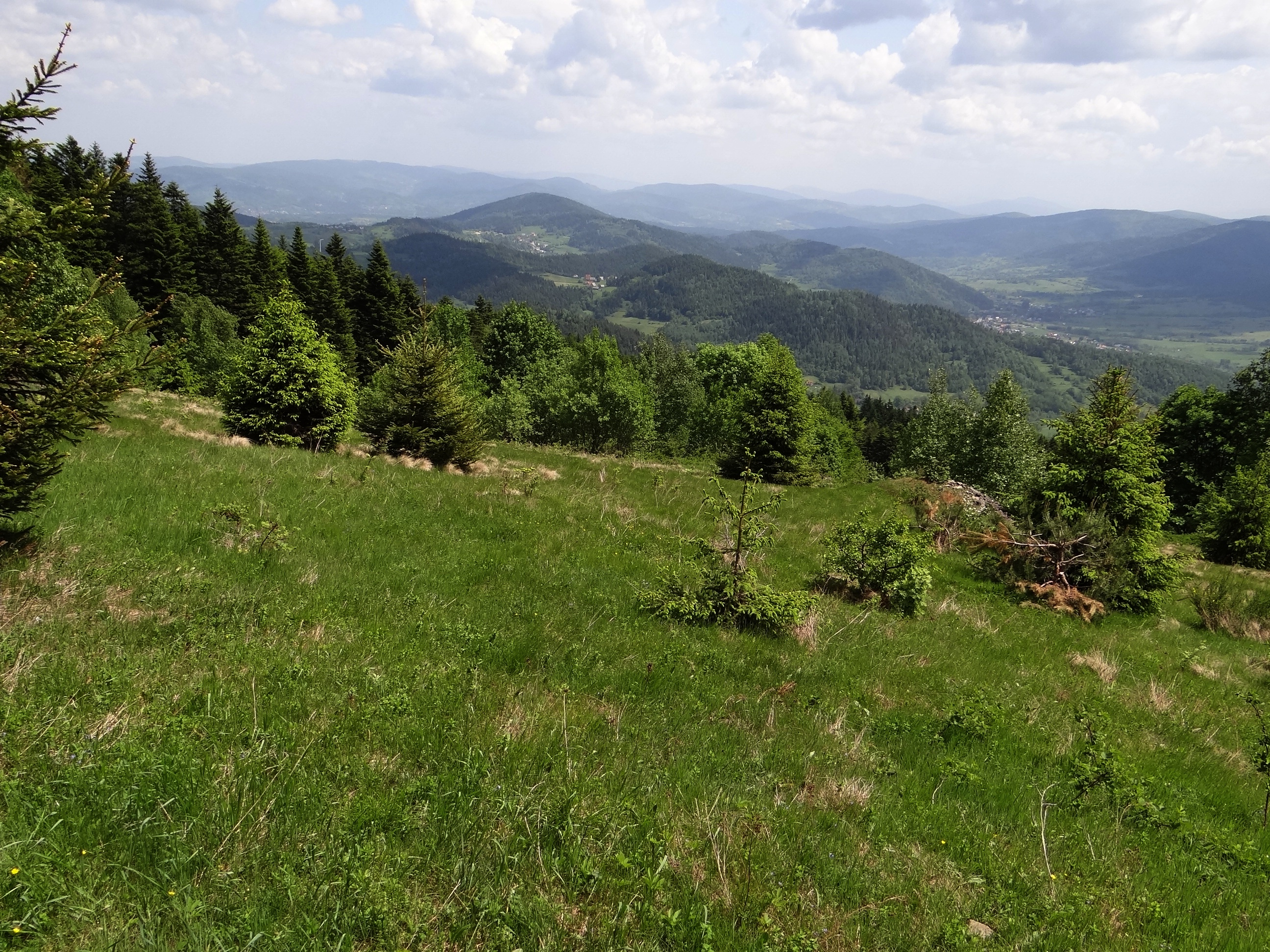
Widok z podszczytowej polany Kiczory